# Alexander Walke
Alexander Walke (Oranienburg, Brandenburg, 6 de junio de 1983) es un exfutbolista alemán que jugaba como portero.

## Trayectoria
Inició su carrera a los 14 años en el club Energie Cottbus de su país. En 1999 fue transferido al Werder Bremen, subiendo al primer equipo en 2003. Luego de 6 años en el Bremen, en 2005 dejó el Werder Bremen para unirse al Friburgo y luego en 2008 pasó al SV Wehen, dejando este último al culminar la temporada 2008-09.
El 28 de mayo de 2009 firmó un contrato de dos años con el también club alemán FC Hansa Rostock. Luego de jugar 36 partidos para el FC Hansa Rostock, dejó Alemania por el campeón de la Liga de Austria, el Red Bull Salzburgo. Actualmente es el tercer arquero alemán para la temporada 2010-11 de dicho equipo tras Niclas Heimann y Gerhard Tremmel.
Luego de estar a préstamo por un año en el Greuther Fürth de la Segunda División de Alemania regresó finalmente al Red Bull Salzburgo, donde permaneció hasta que puso fin a su carrera tras la temporada 2022-23.

## Selección nacional
Comipitió con Alemania en la Copa Mundial de Fútbol Juvenil de 2003, pero dio positivo en el control antidopaje por tetrahydrocannabinol.

## Clubes
| Club                          | País     | Año       |
| ----------------------------- | -------- | --------- |
| Werder Bremen                 | Alemania | 2003-2005 |
| S. C. Friburgo                | Alemania | 2005-2008 |
| SV Wehen                      | Alemania | 2008-2009 |
| F. C. Hansa Rostock           | Alemania | 2009-2010 |
| Red Bull Salzburgo            | Austria  | 2010-2023 |
| SpVgg Greuther Fürth (cedido) | Alemania | 2011      |

## Palmarés

### Títulos nacionales
| Título          | Club               | País     | Año  |
| --------------- | ------------------ | -------- | ---- |
| 1. Bundesliga   | Werder Bremen      | Alemania | 2004 |
| Bundesliga      | Red Bull Salzburgo | Austria  | 2012 |
| Copa de Austria | Red Bull Salzburgo | Austria  | 2012 |
| Bundesliga      | Red Bull Salzburgo | Austria  | 2014 |
| Copa de Austria | Red Bull Salzburgo | Austria  | 2014 |
| Bundesliga      | Red Bull Salzburgo | Austria  | 2015 |
| Copa de Austria | Red Bull Salzburgo | Austria  | 2015 |
| Bundesliga      | Red Bull Salzburgo | Austria  | 2016 |
| Copa de Austria | Red Bull Salzburgo | Austria  | 2016 |
| Bundesliga      | Red Bull Salzburgo | Austria  | 2017 |
| Copa de Austria | Red Bull Salzburgo | Austria  | 2017 |
| Bundesliga      | Red Bull Salzburgo | Austria  | 2018 |
| Copa de Austria | Red Bull Salzburgo | Austria  | 2019 |
| Bundesliga      | Red Bull Salzburgo | Austria  | 2019 |
| Copa de Austria | Red Bull Salzburgo | Austria  | 2020 |
| Bundesliga      | Red Bull Salzburgo | Austria  | 2020 |
| Copa de Austria | Red Bull Salzburgo | Austria  | 2021 |
| Bundesliga      | Red Bull Salzburgo | Austria  | 2021 |
| Bundesliga      | Red Bull Salzburgo | Austria  | 2022 |
| Copa de Austria | Red Bull Salzburgo | Austria  | 2022 |
| Bundesliga      | Red Bull Salzburgo | Austria  | 2023 |